# 정명현 (배우)
정명현(1976년 9월 12일 ~ 2011년 12월 9일)은 대한민국의 배우이다. 

## 생애
생전에 신장은 163cm였던 그는 전라남도 함평에서 출생하여 지난날 한때 전라북도 군산에서 잠시 유아기를 보낸 적이 있으며 훗날 서울 용산구에서 성장한 그는 서울청파국교 재학중이던 1985년 MBC TV 드라마 《남자의 계절》로 첫 데뷔하여 그 후 1980년대 중후반 《호랑이 선생님》(MBC), 《전원일기》(MBC), 《푸른 교실》(MBC), 《따뜻한 남쪽 나라》(KBS), 《꼴찌 수색대》(MBC), 1990년대 초반 《한지붕 세가족》(MBC), 《유심초》(SBS) 등에 출연하였으며 1989년 영화 《매화방 천둥불》의 단역을 통하여 영화배우 데뷔 후 홍경인 등과 함께 연기 대결을 벌이며 아역배우로 정점에 도달하였다. 인기 오락 프로그램인 일밤에도 출연하면서 더 큰 인기를 얻었다. 영화 《장닭 고교 얄개》에 출연하였고, 이후 이경규가 감독을 맡은 영화 《복수혈전》에도 출연하는 등 아역 배우로 승승장구하였다. 1991년에는 영화 《은마는 오지 않는다》에 출연해 인상깊은 연기를 했다.
그러나 1992년 선린상업고등학교에 입학한 이후 본의 아니게도 못된 아이들의 꼬임에 빠져 행실이 안 좋아졌다. 1993년 5월 31일 마약의 일종인 돼지본드 등을 흡입한 후 서울 용산구의 한 집에 침입해 100여만 원을 훔쳐 달아났다가 붙잡혀 소년원에 가게 되어 위험인물로 낙인찍히고 말았다. 이후 MBC 측에서 광고를 포함한 모든 프로그램 출연을 정지시켜 버렸다.
그로부터 5개월 뒤인 1993년 10월 2일 다시 본드를 흡입하고 방송 분야에서 사실상 영구 제명되었다. 그렇지만 3년 후 그가 소년원을 출소한지도 꽤 시일이 지나는 등 그의 긴 자숙 기간이 지난 1996년 8월 24일 오후에는 MBC TV에서 토요 특선 영화로 그의 출연작인 《장닭 고교 얄개》(김주희, 1992년 작)가 방영되기도 하였다.
1998년 드라마 《미스터 Q》에 카메오로 출연한 이후 2006년에 미국으로 이민을 간 뒤 연예계에서 무기한 은퇴를 선언하고 잠적했다. 그 후 2011년 12월 경기도 광주시 오포읍에 위치한 추모공원에 안치되었다는 소식이 2013년 1월 뒤늦게 알려졌다.
미국에서 자살 후 영구가 한국으로 이송되어 추모공원에 안치되었다. 살아생전 박중훈, 최수종, 최진실, 이경규 등과 친분을 쌓아서 연예계에서 인맥이 아주 넓었다.

## 출연작

### 드라마
- MBC 《남자의 계절》 ... 남궁길순 역
- MBC 《호랑이 선생님》
- MBC 《전원일기》 ... 주봉준(종기와 금동의 중학교 친구) 역
- MBC 《푸른 교실》
- MBC 《베스트 셀러 극장 - 상두놀이》
- KBS1 《따뜻한 남쪽 나라》
- MBC 《베스트 셀러 극장 - 뻐꾸기 둥지》
- KBS1 《드라마 초대석 - 내 탓이로소이다》
- KBS1 《조선백자 마리아상》
- MBC 《댕기동자》
- MBC 《꼴찌 수색대》
- MBC 《한지붕 세가족》 ... 병태 역
- SBS 《유심초》
- MBC 《질투》
- MBC 《우리들의 천국》
- SBS 《미스터 Q》

### 영화
- 매화방 천둥불
- 은마는 오지 않는다
- 하늘의 용사 이글맨
- 장닭 고교 얄개
- 복수혈전

### TV 프로그램
- 특종 TV 연예
- 가족오락관
- 스타와 만나요

### CF
- 롯데제과 아리바바
- 더글러스치킨
- 빙그레 붕어싸만코
- 동국제약 복합마데카솔
- 오리온 마이 구미
- 롯데제과 딥콘
- 사조해표 김치찌개 전용 참치
- 농심 짜파게티
- 농심 면볶이